# Ringsittich

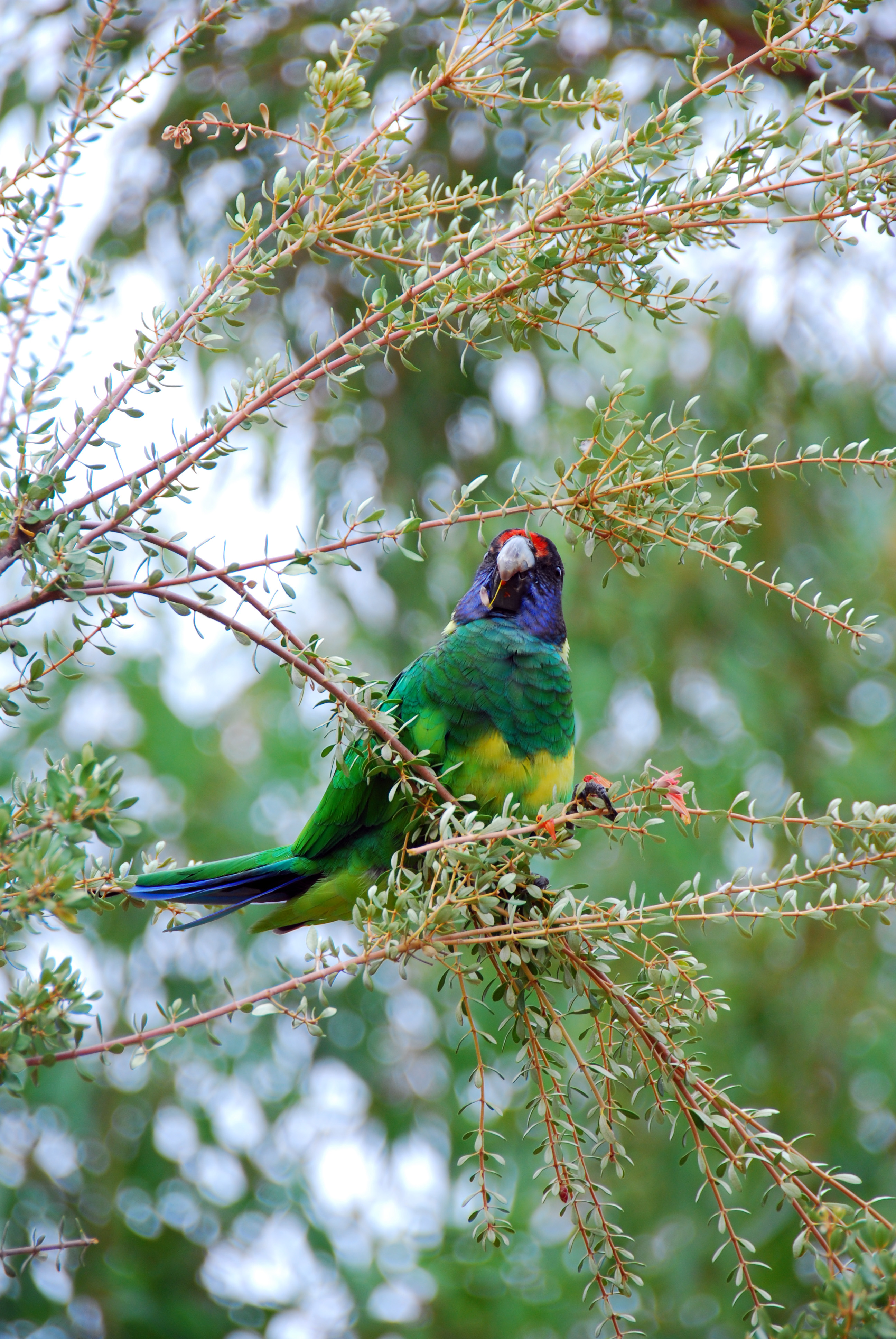
Ringsittich

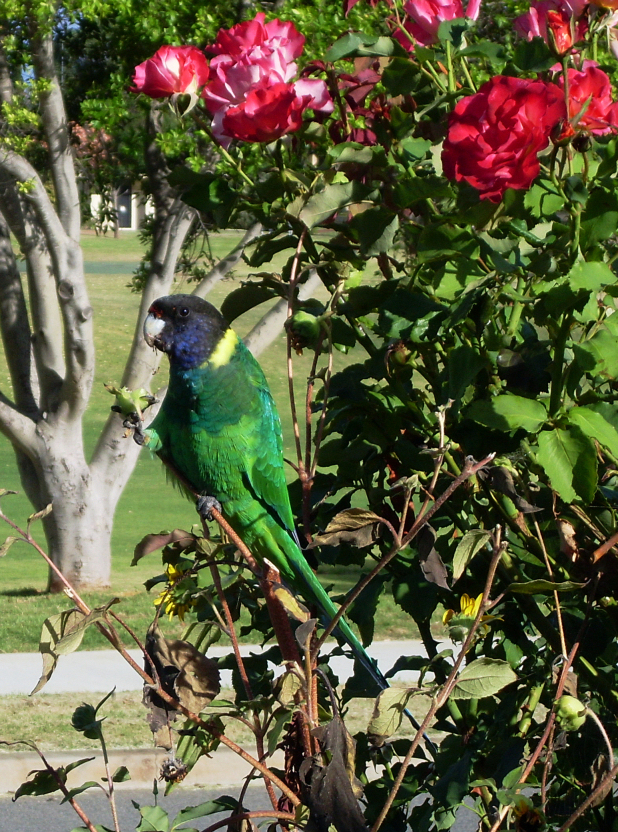
Ringsittich, der in einem Garten in Perth an einer Sonnenblume frisst.

Der Ringsittich (Barnardius zonarius), auch Kragensittich oder Bauers Ringsittich genannt, ist eine australische Papageienart. Es werden insgesamt drei Unterarten unterschieden. Gemeinsam mit dem Barnardsittich wird er in der Regel in die Gattung der Ringsittiche gestellt. Einige Taxonomen sehen im Barnardsittich allerdings auch eine Unterart des Ringsittichs und zählen den Ringsittich zur Gattung der Plattschweifsittiche.

## Erscheinungsbild
Der Ringsittich erreicht eine Körperlänge von 37 Zentimetern. Die Nominatform wiegt zwischen 121 und 126 Gramm. Die im äußersten Südwesten Australiens vorkommende Unterart B. z. semitorquatus wird deutlich schwerer und erreicht ein Gewicht bis zu 206 Gramm.
Der Ringsittich hat einen schwarzen Kopf und Nacken sowie eine obere Wangenregion, die schwarz ist. Die untere Wangenregion spielt ins blauviolette. Die Kehle und die Brust sind dunkelgrün. Bei einigen Individuen ist dieses Gefieder leicht bläulich. Auffallend ist das schmale gelbe Band, das im Hinternacken verläuft. Die Körperoberseite ist dunkelgrün und am Bürzel, an den Oberschwanzdecken sowie den kleinen Flügeldecken bläulich überlaufen. 
Die äußeren mittleren Flügeldecken sowie die äußeren Armdecken sind gelblich grün und werden zu den Spitzen hin grünlich blau. Die inneren Flügeldecken sowie die inneren Armdecken sind dunkelgrün. Die Handdecken sowie die Handschwingen und die äußeren Armschwingen sind schwarzbraun. Die Außenfahnen und die Spitzen der Fahnen sind blauviolett gesäumt. Der Bauch ist gelb und wird zum After und zu den Unterschwanzdecken hin gelblich grün.
Die Weibchen ähneln den Männchen und sind ähnlich wie diese gefärbt, weisen aber insgesamt ein matteres Gefieder mit mehr schwarzbraunen Gefiederanteilen auf. Jungvögel ähneln den Weibchen, haben aber einen deutlich bräunlicheren Kopf. Allen noch nicht geschlechtsreifen Jungvögeln ist gemeinsam, dass sie einen blauen Unterflügelstreif haben.
Die Unterart B. z. occidentalis, die südlich und westlich der Großen Sandwüste vorkommt, hat eine insgesamt hellere Gefiederfärbung. Bei ihr ist die untere Wangenregion hellblau und der Bauch zitronengelb. Die Unterart B. z. semitorquatus hat ein auffällig rotes Stirnband.

## Verbreitungsgebiet und Lebensraum
Das Verbreitungsgebiet des Ringsittich ist Süd-, Zentral- und Westaustralien. Sie sind dort häufige und weit verbreitete Vögel. Es gibt außerdem rund um Sydney, Canberra und Melbourne – drei Städte, die außerhalb des natürlichen Verbreitungsgebietes liegen – verwilderte Populationen, die sehr wahrscheinlich von Gefangenschaftsflüchtlingen abstammen. Für Canberra und Melbourne ist belegt, dass diese verwilderten Populationen sich auch fortpflanzen.
Ringsittiche sind eine sehr anpassungsfähige Art, die eine Vielzahl von Lebensräumen besiedelt. Sie kommen in den dichten Küstenwäldern im äußersten Südwesten ebenso vor wie im landwirtschaftlich geprägten Wheatbelt, in Malleegebieten, in semiariden Eukalyptus-Savannen, in aridem Akazien-Kasuarinen-Buschland sowie in sehr spärlich bewachsenen Wüstenregionen. In ariden Regionen sind Ringsittiche jedoch darauf angewiesen, dass ein Baumbestand entlang von Wasserläufen ihnen als Brutbäume dienen können. Auf Grund ihrer Anpassungsfähigkeit sind sie in großen Teilen Westaustraliens die häufigste Art der Unterfamilie der Plattschweifsittiche.

## Verhalten
Ringsittiche sind in ihrem Verbreitungsgebiet wegen ihres lebhaften Verhaltens sehr auffällige Vögel. Anders als die Barnardsittiche sind sie sehr lärmende Vögel. Sie treten überwiegend paarweise sowie in kleinen Schwärmen auf. Ihren Aktivitätshöhepunkt haben sie am frühen Morgen sowie am späten Nachmittag. Die heiße Mittagszeit über halten sie sich überwiegend in dichten Baumkronen oder in dichten Büschen auf. 
Ringsittiche leben überwiegend von Samen, Früchten, Nüssen, Beeren, Nektar, Blüten, Knospen sowie Blattschösslingen und Insekten und deren Larven. Im Südwesten ihres Verbreitungsgebietes suchen Ringsittiche ihre Nahrung eher auf Bäumen als auf dem Boden. Sie bevorzugen dabei einige wenige Eukalyptusarten und sind mit ihren langen Schnäbeln in der Lage, die napfförmigen Samenkapseln aufzureißen und zu spalten. Auf Obstplantagen können Ringsittiche beträchtliche Schäden anrichten. Sie fressen ähnlich wie Rotkappensittiche und Gelbwangensittiche besonders gerne Äpfel und Birnen. 
Die Brutzeit ist abhängig vom Verbreitungsgebiet. Die südlichen Populationen brüten gewöhnlich von August bis Dezember. Im Inneren Australiens bestimmt die Niederschlagsmenge den Fortpflanzungsbeginn. Ringsittiche sind Höhlenbrüter, die bevorzugt Eukalyptusbäume als Brutbaum nutzen, die sich in der Nähe von Wasserstellen oder -läufen befinden. Das Gelege besteht aus vier bis sieben Eiern, die auf eine Schicht verrottenden Holzmulms am Boden der Nisthöhle gelegt werden. Es brütet nur das Weibchen. Die Brutdauer beträgt 20 bis 22 Tage. Untersuchungen haben für Ringsittiche eine sehr hohe Reproduktionsrate nachgewiesen: In einem Beobachtungszeitraum von vier Jahren wurden 30 Gelege untersucht. Aus den 144 festgestellten Eiern schlüpften 117 Jungvögel, von denen 108 flügge wurden.

## Belege